# Emmarys Pinto
Emmarys Diliana Pinto Peralta (sinh ngày 15 tháng 5 năm 1986 tại Araure, bang Portuguesa, Venezuela) là người mẫu Venezuela đã giành chiến thắng trong cuộc thi Hoa hậu Liên lục địa được tổ chức tại Hoàng Sơn, Trung Quốc vào ngày 30 tháng 7 năm 2005. Cô là Hoa hậu Lara trong cuộc thi Hoa hậu Venezuela 2004 và được đặt trong 10 Bán kết.